# Clidemia conglomerata
Clidemia conglomerata är en tvåhjärtbladig växtart som beskrevs av Dc.. Clidemia conglomerata ingår i släktet Clidemia och familjen Melastomataceae. Inga underarter finns listade i Catalogue of Life.